# Noor Jehan
Pour les articles homonymes, voir Jehan et Jahan.
 (octobre 2014).
Si vous disposez d'ouvrages ou d'articles de référence ou si vous connaissez des sites web de qualité traitant du thème abordé ici, merci de compléter l'article en donnant les références utiles à sa vérifiabilité et en les liant à la section « Notes et références ».
Noor Jehan ou Noor Jahan (Pendjabi, Ourdou : نور جہاں) était le nom de scène de Allah Wasai (21 septembre 1926 - 23 décembre 2000), une chanteuse et actrice dans l'Inde britannique et le Pakistan. Elle était reconnue comme l'une des chanteuses les plus grandes et les plus influentes de son temps en Asie du Sud et a reçu le titre honorifique de Malika-e-Tarannum (Ourdou: ملکہ ترنم , la reine de la mélodie).
Née dans une famille Pendjabi de musiciens, Wasai a été poussée par ses parents à suivre leurs traces musicales et devenir chanteuse mais elle était plus intéressée par le cinéma et jouera dans les premiers films pakistanais. Elle a enregistré environ 10 000 chansons dans différentes langues de l'Inde et le Pakistan, y compris l'ourdou, hindi, Pendjabi et sindhi. Avec Ahmed Rushdi, elle détient le record de chansons de films de l'histoire du cinéma pakistanais. Elle est également considérée comme la première cinéaste pakistanaise femme.
En 1957, Jahan a reçu le President's Award pour ses capacités d'actrice et de chanteuse.

## Biographie

### Jeunesse
Noor Jahan est né dans une famille musulmane dans le Kasur, Punjab, Inde britannique et a été l'un des onze enfants des musiciens professionnels Madad Ali et Fateh Bibi.
Wasai a commencé à chanter à l'âge de cinq ou six ans et a montré un vif intérêt dans une gamme de styles, y compris folklorique et le théâtre populaire. Réalisant son potentiel pour le chant, sa mère l'a envoyée à une formation en début de chant classique sous Ustad Bade Ghulam Ali Khan. Il lui enseigna les traditions de la Patiala Gharana de la musique classique hindoustani et les formes classiques de thumri, dhrupad, et khyal.
À l'âge de neuf ans, Wasai a attiré l'attention du musicien Pendjabi Ghulam Ahmed Chishti, qui l'introduira plus tard sur scène à Lahore.

### Carrière
Une fois sa formation professionnelle terminée, Wasai a poursuivi une carrière en chantant aux côtés de ses sœurs à Lahore et devrait normalement prendre part à des spectacles de chant et de danse en direct avant la projection de films dans les cinémas. La famille déménagea à Calcutta dans l'espoir de développer la carrière de Wasai et ses sœurs. Mukhtar Begum encouragea les sœurs à se joindre à des sociétés cinématographiques et les recommander pour différents producteurs. Elle leur a également recommandé à son mari, Agha Hashar Kashmiri, qui possédait le maidan theatre (un théâtre de tentes pour accueillir un large public). C'est là que Wasai a reçu le nom de scène de Noor Jahan . On a offert des emplois à ses sœurs plus vieilles avec une des entreprises de Seth Sukh Karnani, Indira Movietone et ils ont continué à être connus comme le Punjab Mail.
En 1935, KD Mehra dirigea Pind di Kuri dans lequel Jahan a joué avec ses sœurs. Elle a ensuite joué dans un film appelé Missar Ka Sitara en 1936. Noor Jahan a également joué le rôle de l'enfant de Heer dans le film Heer-Sayyal en 1937. Après quelques années à Calcutta, Noor Jahan retourna à Lahore en 1938. En 1939, Ghulam Haider a composé des chansons pour Jehan qui ont conduit à sa petite popularité. Elle a ensuite enregistré sa première chanson Shala Jawaniyan Mane pour le film Gul Bakavli de Dalsukh M. Pancholi.
En 1942, elle tient le rôle principal opposant Pran dans Khandaan. C'était son premier rôle à l'âge adulte, et le film a été un grand succès. Le succès de Khandaan's vit son passage à Bombay, avec le réalisateur Syed Hussain Rizvi Shaukat. Elle a partagé des mélodies avec Shanta Apte à Duhai en 1943. C'est dans ce film que Noor Jahan a prêté sa voix pour la deuxième fois, à une autre actrice nommée Husn Bano. Elle épousa Rizvi plus tard la même année.
Le dernier film de Jahan en Inde fut Mirza Sahibaan en 1947 mettant en vedette Prithviraj Kapoor, frère de Trilok Kapoor. Noor Jahan a chanté 127 chansons dans les films indiens et elle a tourné dans 69 films parlant de 1932 à 1947, et dans 12 films muets. 55 de ses films ont été tournés à Bombay, 8 à Calcutta, 5 à Lahore, et 1 à Rangoon, en Birmanie.

### Poursuite de sa carrière au Pakistan
Après la création du Pakistan en 1947, Rizvi et Jahan décidé de passer au Pakistan. Ils ont quitté Bombay et se sont installés à Karachi avec leurs familles.
Trois ans après son installation au Pakistan, en 1951, Noor Jahan a joué dans son premier film dans son nouveau pays, Chan Wey, en face de Santosh Kumar, qui était aussi son premier film pendjabi comme héroïne. Shaukat et Noor Jahan ont réalisé ce film ensemble pour faire de Noor Jahan la première femme réalisatrice au Pakistan. Le deuxième film de Noor Jahan au Pakistan était Dopatta en 1952 qui a été produit par Aslam Lodhi, réalisé par S Fazli et assisté par AH Rana comme Directeur de Production. Dopatta s'est avéré être un succès encore plus grand que Chan Wey.
Son film pénultième en tant qu'actrice/chanteuse était Mirza Ghalib en 1961. Cela a contribué au renforcement de sa stature emblématique. Son interprétation de Faiz Ahmed Faiz Mujh se pehli si mohabbat mere mehboob naj maang est un exemple unique de tarranum , récitant de la poésie (ghazal) comme une chanson. Noor Jahan jouera une dernière fois dans Baaji en 1963, mais pas dans un rôle de premier plan.
Noor Jahan met fin à sa carrière d'actrice en 1963 après une carrière de 33 ans. La pression d'être une mère de six enfants et les exigences d'être une épouse d'un autre acteur l'a forcée à abandonner sa carrière. Noor Jahan a fait 14 films au Pakistan, 10 en ourdou, 4 en pendjabi.
En 1986, sur une tournée en Amérique du Nord, Jahan a souffert de douleurs à la poitrine et a été diagnostiqué avec l'angine de poitrine, après quoi elle a subi une intervention chirurgicale pour installer un stimulateur cardiaque. En 2000, Jahan a été hospitalisé à Karachi après avoir subi une crise cardiaque. Le 23 décembre 2000, Jahan est décédé des suites d'une insuffisance cardiaque. Ses funérailles ont eu lieu à Jamia Masjid Sultan, Karachi et elle fut enterrée au cimetière près de Gizri Arabie consulat à Karachi.

### Vie privée
Jahan se marie à Shaukat Hussain Rizvi en 1942, le mariage a pris fin en 1953 avec le divorce en raison de différents personnelles; le couple a eu trois enfants dont elle a eu la garde, dont la chanteuse Zil-e-Huma. Elle s'est mariée, d'autre part, à Ejaz Durrani en 1959. Ce mariage a également produit trois enfants, mais aussi fini dans le divorce en 1979.

## Les chants patriotiques
Au cours de la guerre de 1965 entre l'Inde et le Pakistan. Noor Jahan a chanté de nombreux chants patriotiques pakistanais, qui sont devenus très populaires, comme notamment :
- Ae watan kay sajeelay jawano, Mere naghmay tumharay leeyay hain
- Aeh putr hataan tay nahin wikday, Tu lubni ain wich bazar kuray
- Mereya dhol sipahia, Tenun Rub dyaan rakhhan
- O mahi chhail chhabilah, Haey neen kernail neen jarnail neen
- Yeh hawaoun kay musafir, Yeh samandaroun kay rahi, Meray sir bakaf mujahid, Meray suf shikan sipahe
- Rung laey ga shaheedoun ka lahoo, Yeh lahoo surkhee hay aazadi kay afsanay ki lahoo Yeh
- Mera sohnan Chéhir Qasoor neen, Hoya dunya wich neen de Mashhoor

Elle a également chanté la célèbre chanson patriotique Roshan meri Aankhon mein (écrite par le poète Late Manzoor Ahmar) pour PTV.

## Filmographie
- 1935 : Sheela
- 1939 : Gul Bakavli
- 1939 : Imandaar
- 1939 : Pyam-e-Haq
- 1940 : Sajani
- 1940 : Yamla Jat
- 1941 : Red Signal
- 1941 : Umeed
- 1941 : Susral
- 1942 : Chandani
- 1942 : Dheeraj
- 1942 : Faryad
- 1942 : Khandan
- 1943 : Nadaan
- 1943 : Duhai
- 1943 : Naukar
- 1944 : Lal Haveli
- 1944 : Dost
- 1945 : Zeenat
- 1945 : Gaon ki Gori
- 1945 : Badi Maa
- 1945 : Bhai Jaan
- 1946 : Anmol Ghadi
- 1946 : Dil
- 1946 : Humjoli
- 1946 : Sofia
- 1946 : Jadoogar
- 1946 : Maharana Pratab
- 1947 : Mirza Sahibaan
- 1947 : Jugnu
- 1947 : Abida
- 1947 : Mirabai
- 1951 : Chanwey
- 1952 : Dopatta
- 1953 : Gulnar
- 1953 : Anarkali
- 1955 : Patey Khan
- 1956 : Lakt-e-Jigar
- 1956 : Intezar
- 1958 : Anarkali
- 1958 : Choomantar
- 1959 : Nooran
- 1959 : Neend
- 1959 : Pardaisan
- 1959 : Koel